# بنك الخليفة
بنك الخليفة هو بنك جزائري تأسس في عام 1998 من قبل رفيق خليفة، وهو أول بنك خاص جزائري. أعلن إفلاسه عام 2003.

## التاريخ
تم إنشاء بنك الخليفة بتاريخ 12 أبريل 1998 من طرف رفيق خليفة بفضل بيع فيلا ورثها عن والده، حصل على قرض بقيمة 950 مليار دينار من بنك التنمية المحلية. وقد مكنه ذلك من تكوين رأس مال البنك.
في عام 2000، أطلق بنك الخليفة بطاقات ائتمان فيزا (الذهبية والفضية) وماستركارد وأمريكان أكسبريس. أصبح بنك الخليفة أول بنك يطلق بطاقات ائتمانية في الجزائر.
في 27 نوفمبر 2002 خضع بنك الخليفة لتدبير احترازي بتعليق تحويل الأموال للخارج من قبل بنك الجزائر.
في 3 مارس 2003 فرضت اللجنة المصرفية لبنك الجزائر على مجموعة خليفة تعيين مدير مؤقت على رأس بنك الخليفة.

## الفروع
كان لبنك الخليفة 74 فرع في جميع أنحاء الأراضي الجزائرية في عام 2003.